# 肖策群
肖策群（1956年12月—），湖南益阳人。1976年11月加入中国共产党。湖南医学院（现并入中南大学）公卫专业毕业，副主任医师。历任新化县副县长，湖南省劳动卫生职业病防治研究所党委副书记，省卫生厅防疫处副处长，省劳动卫生职业病防治研究所所长，省卫生厅办公室主任等职。2000年4月任副厅长，2008年3月任厅党组书记。